# Marianna Madia
Maria Anna (Marianna) Madia (ur. 5 września 1980 w Rzymie) – włoska polityk i politolog, parlamentarzystka, w latach 2014–2018 minister do spraw administracji publicznej i deregulacji.

## Życiorys
Ukończyła w 2004 studia z zakresu nauk politycznych na Uniwersytecie Rzymskim – La Sapienza. Kształciła się następnie w instytucie studiów zaawansowanych IMT Lucca, uzyskując w 2008 doktorat z zakresu ekonomii pracy. Zawodowo związana z założoną przez Beniamina Andreattę instytucją AREL, agencją prowadzącą badania nad ustawodawstwem. Zajmowała się redakcją miesięcznika wydawanego przez AREL.
W wyborach w 2008 z ramienia Partii Demokratycznej uzyskała mandat posłanki do Izby Deputowanych XVI kadencji. W 2013 została wybrana na XVII kadencję, mandat utrzymywała również w wyborach w 2018 i 2022.
21 lutego 2014 kandydat na premiera Matteo Renzi ogłosił jej nominację na urząd ministra bez teki do spraw administracji publicznej i deregulacji w swoim rządzie. Utrzymała to stanowisko również w powołanym w grudniu 2016 gabinecie Paola Gentiloniego. Zajmowała je ostatecznie do 1 czerwca 2018.